# Direktionsmoment
Das Direktionsmoment {\displaystyle D}, auch Winkelrichtgröße oder Richtmoment, ist bei einer mechanischen Torsion die Proportionalitätskonstante zwischen dem anliegenden Drehmoment {\displaystyle {\vec {M}}} und dem Drehwinkel {\displaystyle {\vec {\varphi }}}:
{\displaystyle {\vec {M}}=D\cdot {\vec {\varphi }}}
Das Direktionsmoment entspricht der Federkonstante bei longitudinalen Auslenkungen.
In einem schwingungsfähigen System, zum Beispiel der Unruh einer Uhr, lässt sich {\displaystyle D} aus der Schwingungsdauer {\displaystyle T} und dem Trägheitsmoment {\displaystyle J} errechnen:
{\displaystyle D=4\pi ^{2}\cdot {\frac {J}{T^{2}}}}
Für kreiszylindrische Drähte mit dem Radius {\displaystyle r} und der Länge {\displaystyle l} ist das Direktionsmoment proportional zum Schubmodul {\displaystyle G}:
{\displaystyle D={\frac {\pi \cdot r^{4}}{2}}\cdot {\frac {G}{l}}={\frac {I_{p}\cdot G}{l}}}
mit dem polaren Flächenträgheitsmoment {\displaystyle I_{p}}.
Für einen Stahldraht mit den Werten {\displaystyle G_{\mathrm {Fe} }=80\,\mathrm {GPa} ,l=0{,}1\,\mathrm {m} } sowie {\displaystyle r=2{,}5\,\mathrm {mm} } erhält man beispielsweise {\displaystyle D\approx 50\,\mathrm {\frac {Nm}{rad}} }.
Ein Drehmoment von {\displaystyle M=1\,\mathrm {Nm} } verdrillt ihn um:
{\displaystyle \varphi ={\frac {M}{D}}\approx {\frac {1}{50}}=0{,}02\,\mathrm {rad} =1{,}15^{\circ }} (rad = Radiant)